# Kirche von Vårdsberg
Die Kirche von Vårdsberg ist eine Kirche im Kirchspiel Vårdsberg, in der schwedischen Gemeinde Linköping. 
Die Kirche liegt etwa neun Kilometer östlich von Linköping im Bistum Linköping. Im 12. Jahrhundert lag sie noch am Ende einer Meeresbucht. Sie wurde als Rundkirche bzw. Wehrkirche ausgelegt und später durch Anbauten vergrößert.